# David Bala (cầu thủ bóng đá)
David Carlos Teles Veloso (sinh ngày 28 tháng 10 năm 1988), còn được gọi là David Bala, là một cầu thủ bóng đá người Brasil hiện tại thi đấu ở vị trí tiền đạo cho câu lạc bộ Central & Western tại Hong Kong First Division League.